# 4B-beweging
De 4B-beweging is een van oorsprong Zuid-Koreaanse feministische vrouwenbeweging die seksueel separatisme voorstaat. Het uitgangspunt van de beweging zijn de vier B's die staan voor bihon (geen heteroseksueel huwelijk), biyeonae (niet daten met mannen), bichulsan (geen kinderen) en bisekseu (geen seksuele relaties met mannen).

## Achtergrond
In 2018 vonden grootschalige protesten plaats in de Zuid-Koreaanse hoofdstad Seoel nadat een vrouw was veroordeeld tot tien maanden cel voor het zonder toestemming delen van een foto van een mannelijk naaktmodel. De protesten waren een aanklacht tegen de hypocrisie in het land, aangezien mannen zelden worden veroordeeld tot een gevangenisstraf als zij vergelijkbare daden hebben verricht. Vele vrouwen schoren als reactie op de door de maatschappij opgelegde schoonheidsnormen hun haar af en weigerden zij make-up te dragen. Deze beweging, ook wel de Escape the Corset ("Ontsnap aan het korset") beweging genoemd, was een inspiratiebron voor de 4B-beweging.
De 4B-beweging ontstond in Zuid-Korea in 2019 en verwierf bekendheid door middel van sociale media en berichtenapps als KakaoTalk. De beweging was een reactie op de achtergestelde positie van vrouwen in het land. Daarnaast wordt het gezien als een wraakactie naar aanleiding van femicide, wraakporno en seksmisdrijven waarbij gebruik wordt gemaakt van spycams. De 4B-beweging werd door de Zuid-Koreaanse president Yoon Suk-yeol aangewezen als oorzaak van het lage geboortecijfer in het land.

## Gendergelijkheid in Zuid-Korea
In 2022 stond Zuid-Korea volgens de Global Gender Gap Index van het World Economic Forum op plaats 99 van de 146 landen qua gendergelijkheid.  In Zuid-Korea is er een grote loonkloof: Zuid-Koreaanse vrouwen verdienen gemiddeld 31% minder dan Zuid-Koreaanse mannen. Elders in de wereld is dit verschil gemiddeld 11,6%. Daarnaast komt huiselijk geweld in Zuid-Korea gemiddeld vaker voor dan in de rest van de wereld (41,5% in Zuid-Korea tegenover 30% elders). Uit een onderzoek uit 2015 kwam naar voren dat 80% van de Zuid-Koreaanse vrouwen seksuele intimidatie had ervaren op het werk.
De Zuid-Koreaanse krant The Sisa Times publiceerde in januari 2023 een onderzoek waaruit naar voren kwam dat 42% van de Zuid-Koreaanse vrouwen niet wil trouwen. Ruim 80% van deze vrouwen geeft de angst voor huiselijk geweld aan als voornaamste reden om af te zien van een huwelijk.

## Westerse wereld
Na de overwinning van Donald Trump bij de Amerikaanse presidentsverkiezingen in 2024 won de 4B-beweging via sociale media aan populariteit in de Verenigde Staten. Deze reactie is ontstaan uit frustratie over de inperking van vrouwenrechten, zoals het recht op abortus, door Republikeinse leiders. Volgens activisten willen vrouwen mannen hiermee laten voelen dat politieke keuzes consequenties hebben, door geen intieme relaties aan te gaan met mannen die niet voor vrouwenrechten opkomen.
Volgens Euronews verschilt de houding van Trump ten opzichte van vrouwen niet veel met die van andere Amerikaanse mannen. Zij stellen dat Amerikaanse mannen steeds meer beïnvloed worden door vrouwenhatende influencers zoals Andrew Tate en Joe Rogan. Als reactie op de 4B-beweging verschenen berichten op sociale media met teksten als 'Vrouwen die dreigen met seksweigering, alsof jullie daar iets over te zeggen hebben', 'Ga terug naar de keuken', 'Jouw lichaam is van ons' en 'Jouw lichaam, mijn keuze. Voor altijd.'
Op de dag van de verkiezingsuitslag nam het aantal zoekopdrachten op Google naar de term '4B' met 450% toe ten opzichte van een eerdere periode. Dit was vooral het geval in de Amerikaanse staten Washington D.C., Colorado, Vermont en Minnesota.